# Saint-Christophe-sur-le-Nais
 Saint-Christophe-sur-le-Nais  es una población y comuna francesa, situada en la región de  Centro, departamento de Indre y Loira, en el distrito de Tours y cantón de Neuvy-le-Roi.

## Demografía
| 971 | 1022 | 932 | 877 | 925 | 965 |
| Para los censos de 1962 a 1999 la población legal corresponde a la población sin duplicidades (Fuente: INSEE [Consultar]) |      |     |     |     |     |